# Comando de Aeródromo A (o) 7/XII
El Comando de Aeródromo A (o) 7/XII (Flieger-Horst-Kommandantur A (o) 7/XII) fue una unidad de la Luftwaffe durante la Segunda Guerra Mundial.

## Historia
Fue formado el 1 de abril de 1944 en Maguncia-Finthen, a partir del Comando de Defensa de Aeródromo A 5/XII. El 15 de junio de 1944 es renombrado como Comando de Aeródromo A (o) 23/VII.

## Comandantes
- Mayor Richard Schuster – (1 de abril de 1944 – 15 de junio de 1944)

## Servicios
- abril de 1944 – junio de 1944: en Maguncia-Finthen bajo el Comando de Base Aérea 2/XII.

## Orden de Batalla

### Unidades adheridas
- Comando de Pista de Aterrizaje Limburg-Linter